# Perithemis bella
Perithemis bella is een libellensoort uit de familie van de korenbouten (Libellulidae), onderorde echte libellen (Anisoptera).
De wetenschappelijke naam Perithemis bella is voor het eerst geldig gepubliceerd in 1889 door Kirby.